# 賴恩·文迪斯
賴恩·文迪斯(Ryan Isaac Mendes da Graça，1990年1月8日—）是佛得角的職業足球運動員，司職前鋒, 翼鋒，現由法國足球甲級聯賽里爾租借至英格蘭足球冠軍聯賽諾定咸森林。